# Ashley Moody
Ashley Brooke Moody (Plant City, 28 marzo 1975) è una politica e magistrata statunitense, senatrice per lo stato della Florida dal 2025 e in precedenza procuratrice generale
dello stesso stato dal 2019 al 2025. Ancor prima, Moody ha servito inoltre come giudice del Tredicesimo Circuito della Corte Suprema della Florida dal 2007 al 2017. Moody è membro del Partito Repubblicano.

## Biografia
Ashley Moody nasce a Plant City il 28 marzo 1975 da Carol e James S. Moody, Jr. Il padre è stato per molti anni giudice distrettuale in Florida. Successivamente, Moody si diploma nel 1993 alla Plant City High School e intraprende i corsi universitari in contabilità all'Università della Florida, conseguendo una laurea e un master e, sempre alla Florida State, Moody consegue un Juris Doctor. Inoltre, Moody ha conseguito un Master of Laws in diritto internazionale alla Stetson University.

## Carriera legale
Moody, inoltre, svolge uno stage presso Martha Barnett, presidente dell'American Bar Association, e in seguito viene assunta nello studio legale Holland & Knight, lavorando nel contenzioso civile.
Nel gennaio 1998, Moody cambia la sua affiliazione dal Partito Democratico al Partito Repubblicano. Dopo la sua elezione, il governatore della Florida Jeb Bush la nomina rappresentante degli studenti nel Board of Regents, un organo ad oggi non più presente che gestiva il sistema universitario dello stato.
Moody viene successivamente nominata procuratrice aggiunta degli Stati Uniti per il distretto centrale della Florida e nel 2006, Moody è eletta alla tredicesima corte giudiziaria della Florida
nella contea di Hillsborough.

## Carriera politica

### Procuratrice generale della Florida (2019-2025)
Nel 2017, Moody si dimette da giudice distrettuale per cercare la nomina nelle primarie statali del  Partito Repubblicano in vista delle elezioni governatoriali del 2018, nel proprio caso per concorrere alla carica di procuratrice generale.  
Dopo aver vinto facilmente le primarie, Moody viene eletta a novembre 2018, sconfiggendo con il 52% dei voti lo sfidante del Partito Democratico Sean Shaw, fermo al 46% delle preferenze.
Moody assume le funzioni di procuratrice generale della Florida l'8 gennaio
2019 e nelle elezioni governatoriali del 2022,
Moody viene rieletta con il 60,5% dei voti contro la sfidante del  Partito Democratico Aramis Ayala, che risulta sconfitta con il 39,4% delle preferenze.

### Senatrice degli Stati Uniti per la Florida (2025-)
Il 16 gennaio 2025, il governatore della Florida Ron DeSantis annuncia di aver selezionato Moody per ricoprire la carica di senatrice per lo stato della Florida al Congresso in sostituzione dell'uscente Marco Rubio, scelto dal nuovo Presidente degli Stati Uniti d'America
Donald Trump per ricoprire la carica di Segretario di Stato.